# Labessette
Labessette est une commune française située dans le département du Puy-de-Dôme, en région Auvergne-Rhône-Alpes.

## Géographie
En limite sud-ouest du département du Puy-de-Dôme, la commune de Labessette est limitée à l'ouest par le lac de retenue du barrage de Bort-les-Orgues sur la Dordogne, au nord-ouest par son affluent le Rigaud et au sud-est par la Panouille, sous-affluent de la Dordogne.
Le village de Labessette, traversé par la route départementale 72, se situe, en distances orthodromiques, dix kilomètres au nord de Bort-les-Orgues et 19 kilomètres à l'est-sud-est d'Ussel.

### Communes limitrophes
Labessette est limitrophe des départements du Cantal et de la Corrèze.
|                               | Larodde           |                       |
| Monestier-Port-Dieu (Corrèze) | Labessette        | Trémouille-Saint-Loup |
|                               | Beaulieu (Cantal) |                       |

### Climat
Pour des articles plus généraux, voir Climat d'Auvergne-Rhône-Alpes et Climat du Puy-de-Dôme.
En 2010, le climat de la commune est de type climat de montagne, selon une étude du Centre national de la recherche scientifique s'appuyant sur une série de données couvrant la période 1971-2000. En 2020, Météo-France publie une typologie des climats de la France métropolitaine dans laquelle la commune est exposée à un climat de montagne ou de marges de montagne et est dans la région climatique  Ouest et nord-ouest du Massif Central, caractérisée par une pluviométrie annuelle de 900 à 1 500 mm, maximale en automne et en hiver. 
Pour la période 1971-2000, la température annuelle moyenne est de 8,8 °C, avec une amplitude thermique annuelle de 15,1 °C. Le cumul annuel moyen de précipitations est de 1 211 mm, avec 14,3 jours de précipitations en janvier et 8,5 jours en juillet. Pour la période 1991-2020, la température moyenne annuelle observée sur la station météorologique de Météo-France la plus proche, « Tauves », sur la commune de Tauves à 10 km à vol d'oiseau, est de 9,5 °C et le cumul annuel moyen de précipitations est de 1 315,5 mm,. Pour l'avenir, les paramètres climatiques de la commune estimés pour 2050 selon différents scénarios d'émission de gaz à effet de serre sont consultables sur un site dédié publié par Météo-France en novembre 2022.

## Urbanisme

### Typologie
Au 1er janvier 2024, Labessette est catégorisée commune rurale à habitat très dispersé, selon la nouvelle grille communale de densité à sept niveaux définie par l'Insee en 2022.
Elle est située hors unité urbaine et hors attraction des villes,.
La commune, bordée par un plan d’eau intérieur d’une superficie supérieure à 1 000 hectares, le lac de Bort-les-Orgues, est également une commune littorale au sens de la loi du 3 janvier 1986, dite loi littoral. Des dispositions spécifiques d’urbanisme s’y appliquent dès lors afin de préserver les espaces naturels, les sites, les paysages et l’équilibre écologique du littoral, tel le principe d'inconstructibilité, en dehors des espaces urbanisés, sur la bande littorale des 100 mètres, ou plus si le plan local d’urbanisme le prévoit.

### Occupation des sols
L'occupation des sols de la commune, telle qu'elle ressort de la base de données européenne d’occupation biophysique des sols Corine Land Cover (CLC), est marquée par l'importance des forêts et milieux semi-naturels (52 % en 2018), en diminution par rapport à 1990 (55 %). La répartition détaillée en 2018 est la suivante : forêts (52 %), prairies (24,2 %), zones agricoles hétérogènes (16,5 %), eaux continentales (7,3 %). L'évolution de l’occupation des sols de la commune et de ses infrastructures peut être observée sur les différentes représentations cartographiques du territoire : la carte de Cassini (XVIIIe siècle), la carte d'état-major (1820-1866) et les cartes ou photos aériennes de l'IGN pour la période actuelle (1950 à aujourd'hui).

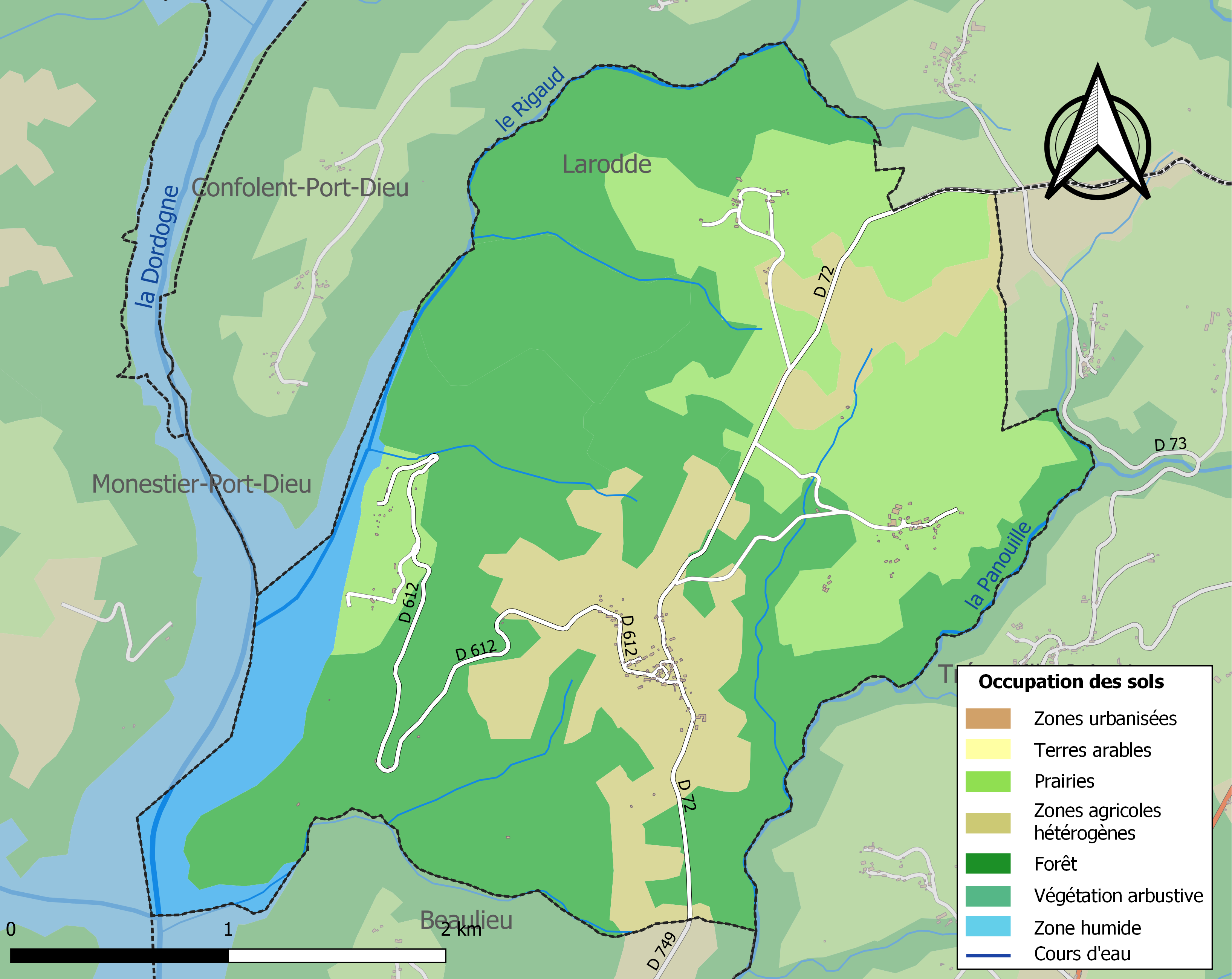
Carte des infrastructures et de l'occupation des sols de la commune en 2018 (CLC).

## Toponymie
En occitan, la commune porte le nom de La Beçeta, qui est un diminutif de Beç, qui désigne le bouleau.

## Politique et administration

### Découpage territorial
La commune de Labessette est membre de la communauté de communes Dômes Sancy Artense, un établissement public de coopération intercommunale (EPCI) à fiscalité propre créé le 1er janvier 2017 dont le siège est à Rochefort-Montagne. Ce dernier est par ailleurs membre d'autres groupements intercommunaux. De 2013 à 2016, elle faisait partie de la communauté de communes Sancy-Artense Communauté.
Sur le plan administratif, elle est rattachée à l'arrondissement d'Issoire, à la circonscription administrative de l'État du Puy-de-Dôme et à la région Auvergne-Rhône-Alpes. Avant mars 2015, elle faisait partie du canton de Tauves.
Sur le plan électoral, elle dépend du canton du Sancy pour l'élection des conseillers départementaux, depuis le redécoupage cantonal de 2014 entré en vigueur en 2015, et de la troisième circonscription du Puy-de-Dôme pour les élections législatives, depuis le dernier découpage électoral de 2010 (quatrième circonscription avant 2010).

### Élections municipales et communautaires

#### Élections de 2020
Le conseil municipal de Labessette, commune de moins de 1 000 habitants, est élu au scrutin majoritaire plurinominal à deux tours avec candidatures isolées ou groupées et possibilité de panachage. Compte tenu de la population communale, le nombre de sièges à pourvoir lors des élections municipales de 2020 est de 7. Sur les quatorze candidats en lice, six sont élus dès le premier tour, le 15 mars 2020, avec un taux de participation de 88,61 %. Le conseiller restant à élire est élu au second tour, qui se tient le 28 juin 2020 du fait de la pandémie de Covid-19, avec un taux de participation de 92,00 %.

#### Chronologie des maires
| Période                                  | Période                    | Identité                | Étiquette | Qualité           |
| ---------------------------------------- | -------------------------- | ----------------------- | --------- | ----------------- |
| Les données manquantes sont à compléter. |                            |                         |           |                   |
| mars 2008                                | juillet 2020               | Joël Picard             |           | Commerçant        |
| juillet 2020                             | En cours (au 21 août 2021) | Christian Vinagre-Rocca |           | Gérant de société |

## Population et société

### Démographie
L'évolution du nombre d'habitants est connue à travers les recensements de la population effectués dans la commune depuis 1793. Pour les communes de moins de 10 000 habitants, une enquête de recensement portant sur toute la population est réalisée tous les cinq ans, les populations de référence des années intermédiaires étant quant à elles estimées par interpolation ou extrapolation. Pour la commune, le premier recensement exhaustif entrant dans le cadre du nouveau dispositif a été réalisé en 2008.

En 2022, la commune comptait 63 habitants, en évolution de +1,61 % par rapport à 2016 (Puy-de-Dôme : +2,1 %, France hors Mayotte : +2,11 %).
| 1793 | 1800 | 1806 | 1821 | 1831 | 1836 | 1841 | 1846 | 1851 |
| ---- | ---- | ---- | ---- | ---- | ---- | ---- | ---- | ---- |
| 323  | 342  | 425  | 415  | 451  | 421  | 475  | 480  | 501  |

| 1856 | 1861 | 1866 | 1872 | 1876 | 1881 | 1886 | 1891 | 1896 |
| ---- | ---- | ---- | ---- | ---- | ---- | ---- | ---- | ---- |
| 475  | 447  | 452  | 445  | 457  | 491  | 506  | 509  | 504  |

| 1901 | 1906 | 1911 | 1921 | 1926 | 1931 | 1936 | 1946 | 1954 |
| ---- | ---- | ---- | ---- | ---- | ---- | ---- | ---- | ---- |
| 503  | 422  | 380  | 311  | 317  | 310  | 318  | 274  | 198  |

| 1962 | 1968 | 1975 | 1982 | 1990 | 1999 | 2006 | 2008 | 2013 |
| ---- | ---- | ---- | ---- | ---- | ---- | ---- | ---- | ---- |
| 141  | 126  | 108  | 103  | 104  | 92   | 78   | 74   | 61   |

| 2018 | 2022 | - | - | - | - | - | - | - |
| ---- | ---- | - | - | - | - | - | - | - |
| 63   | 63   | - | - | - | - | - | - | - |

## Culture locale et patrimoine

### Lieux et monuments
- Église Notre-Dame, romane du XIIe siècle, inscrite au titre des monuments historiques en 1926[29],[30].
- Croix en pierre de lave du XVe siècle, classée au titre des monuments historiques en 1905[31],[32].

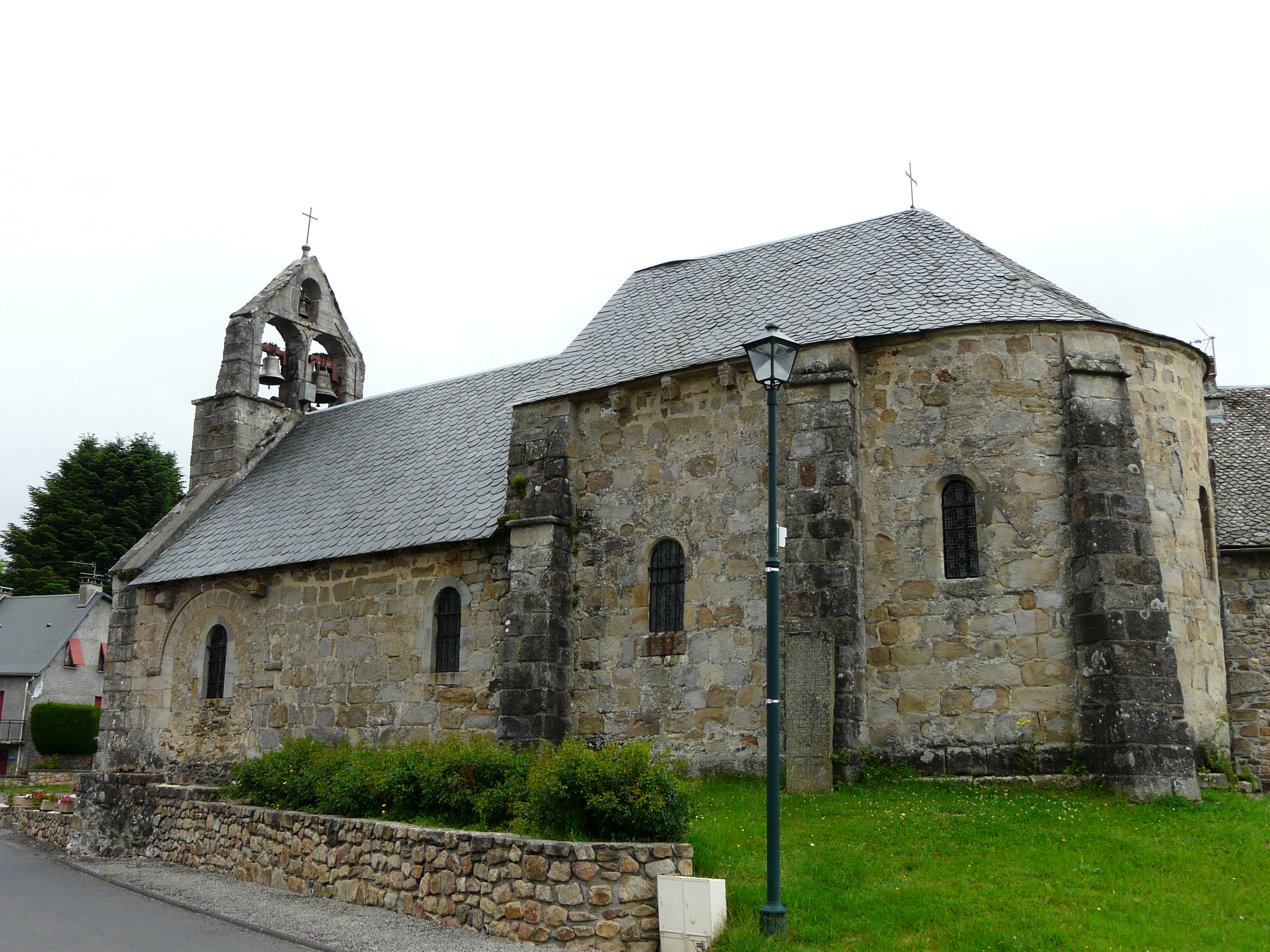
L'église Notre-Dame.
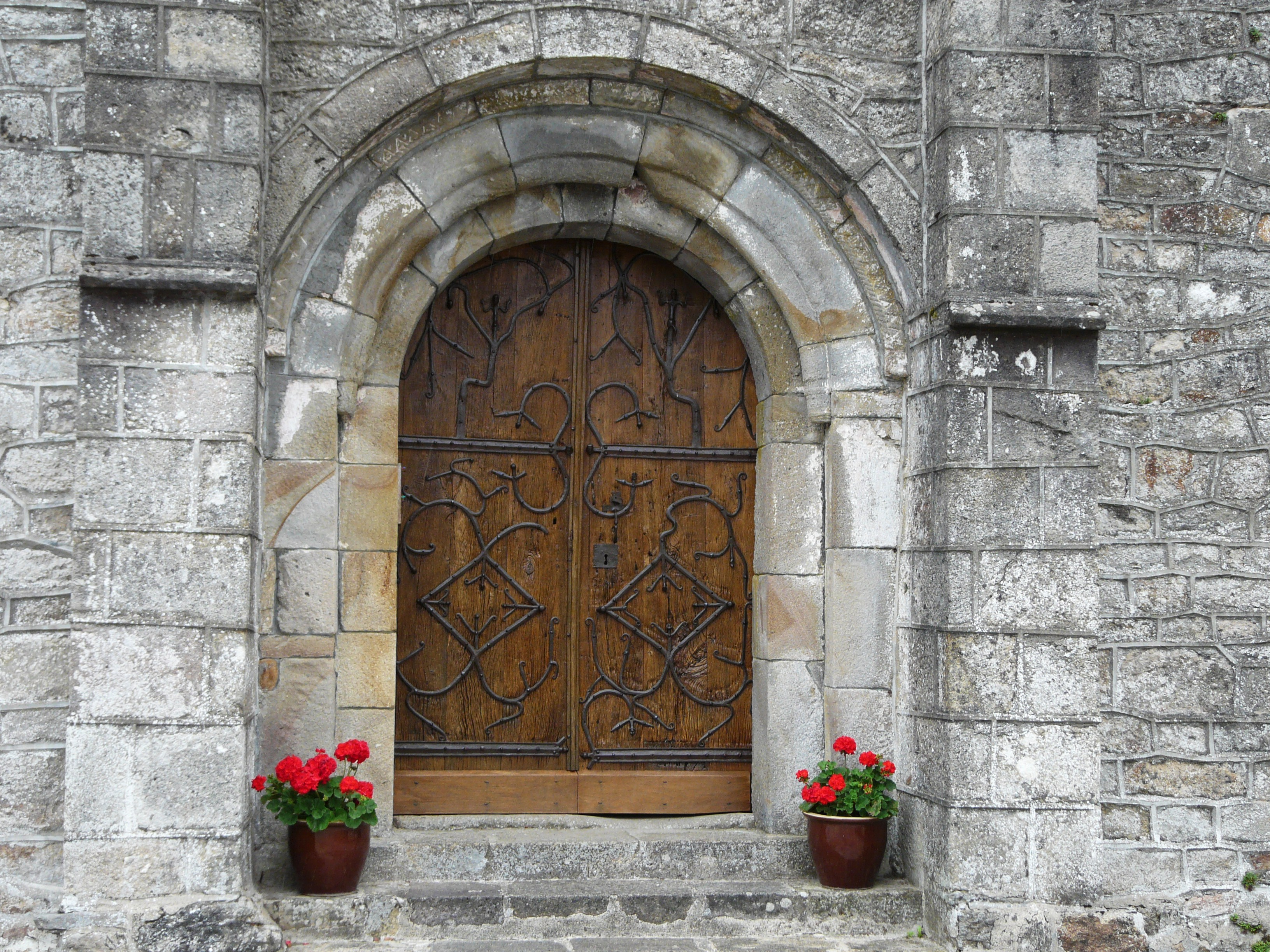
Son portail.
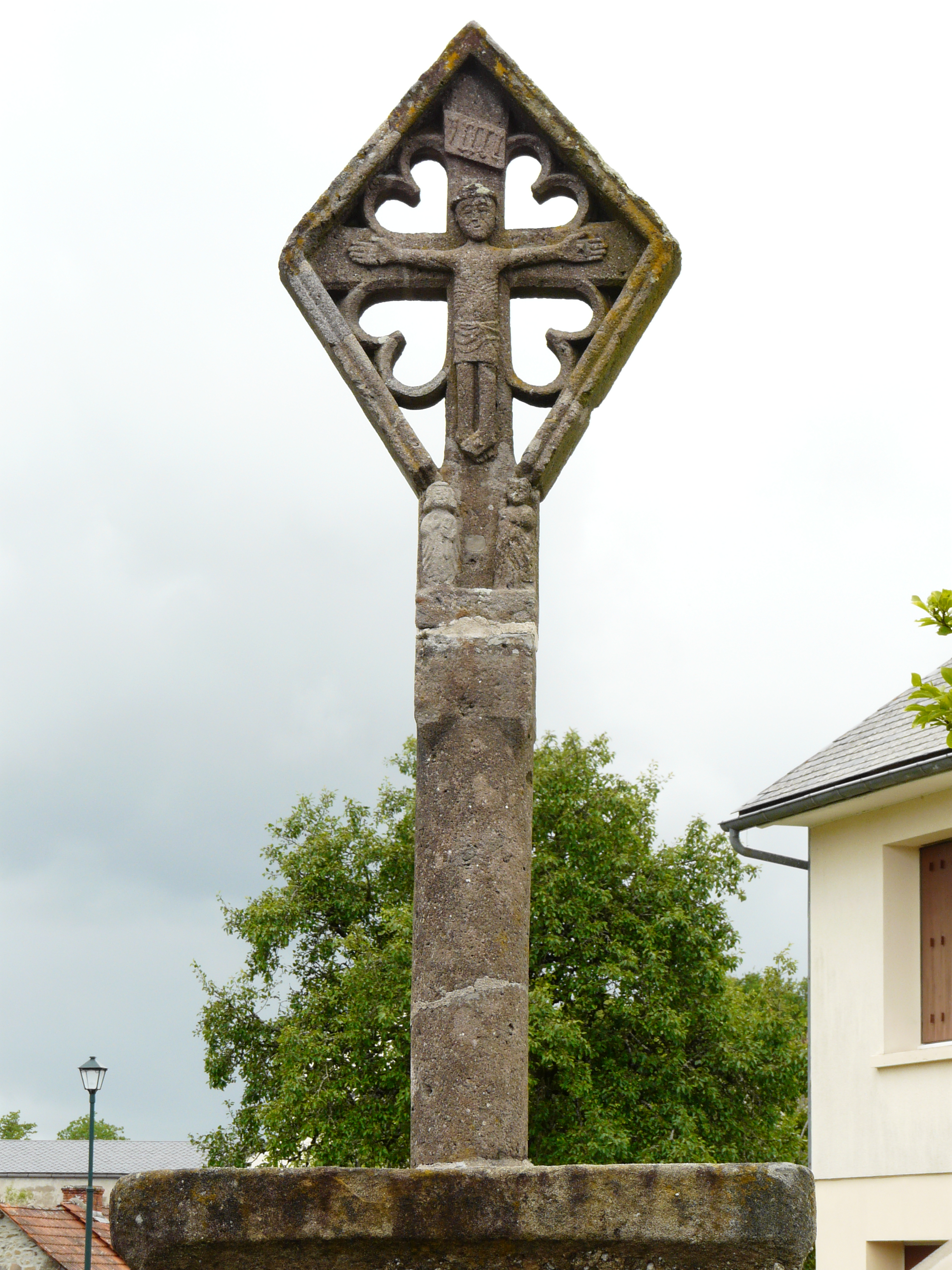
La croix en lave.
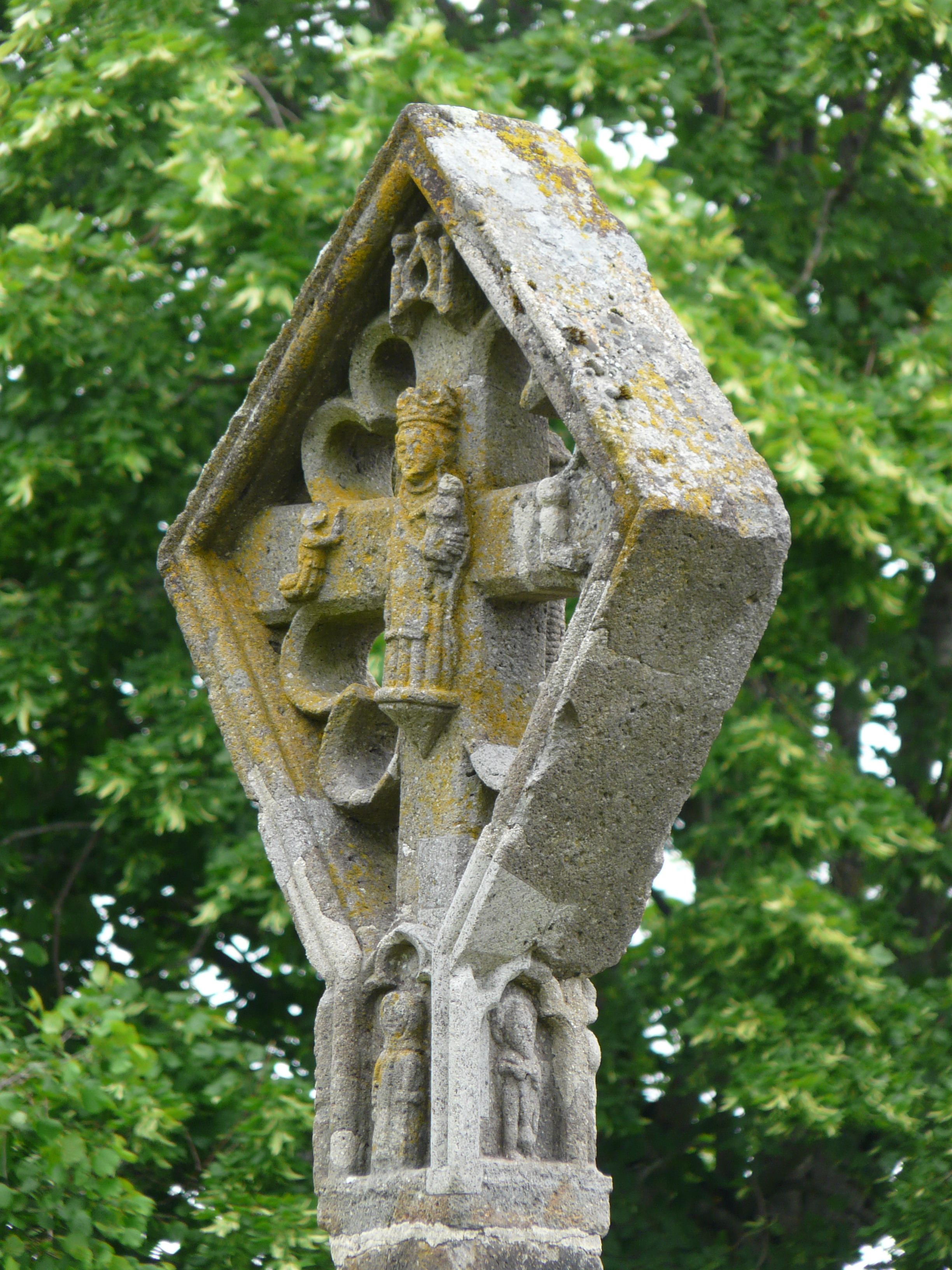
Le verso de la croix.

### Personnalités liées à la commune
- Jean-Marc Monteil, né à Labessette le 18 juin 1947, ancien professeur des universités, président de l'université Blaise-Pascal à Clermont-Ferrand[33], ancien recteur des académies de Bordeaux puis Aix-Marseille[34], ancien directeur général des enseignements supérieurs, ancien conseiller spécial du Premier ministre et ancien professeur au Conservatoire national des arts et métiers, et commandeur de la Légion d'honneur.

### Héraldique
| Blason de Labessette | Blason  | Écartelé : au 1er d'or à une feuille de bouleau de sinople posée en barre, au 2e de gueules à une étoile de douze rais d'or, au 3e de gueules à un poisson versé d'argent, au 4e d'or à une vache de tenné. |
| Blason de Labessette | Détails | Le statut officiel du blason reste à déterminer. |